# Luigi Gravina

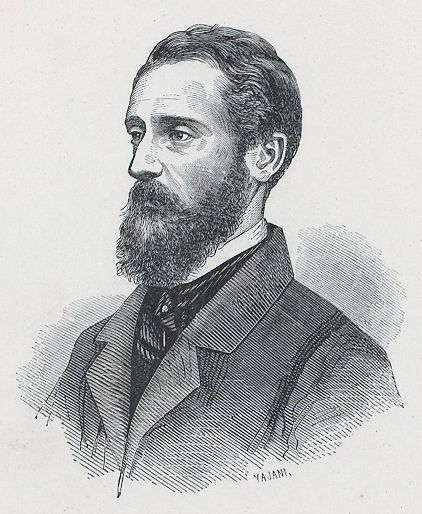
Luigi Gravina, markies en senator

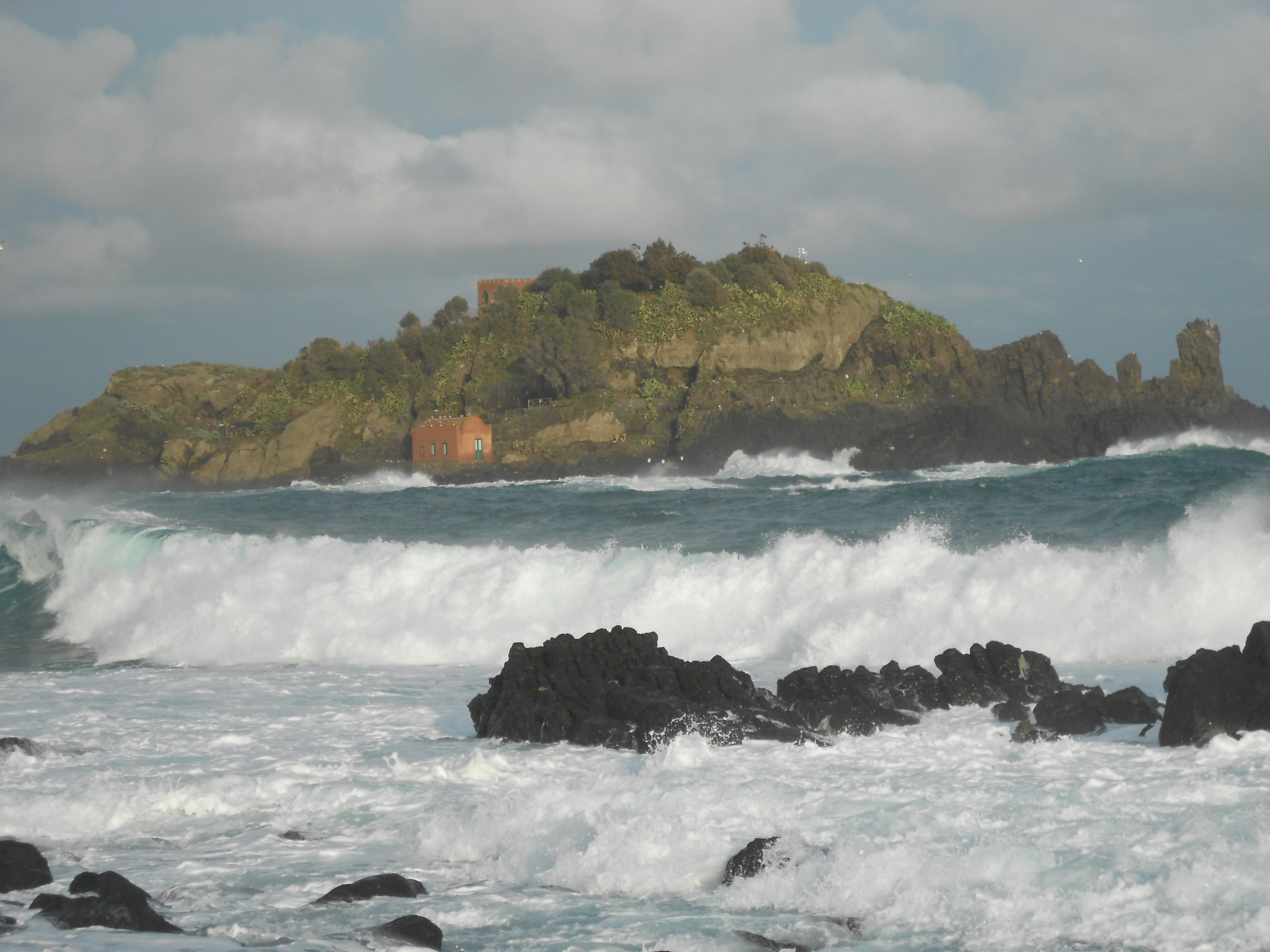
Zijn eiland Lachea voor de kust van Aci Trezza, Sicilië

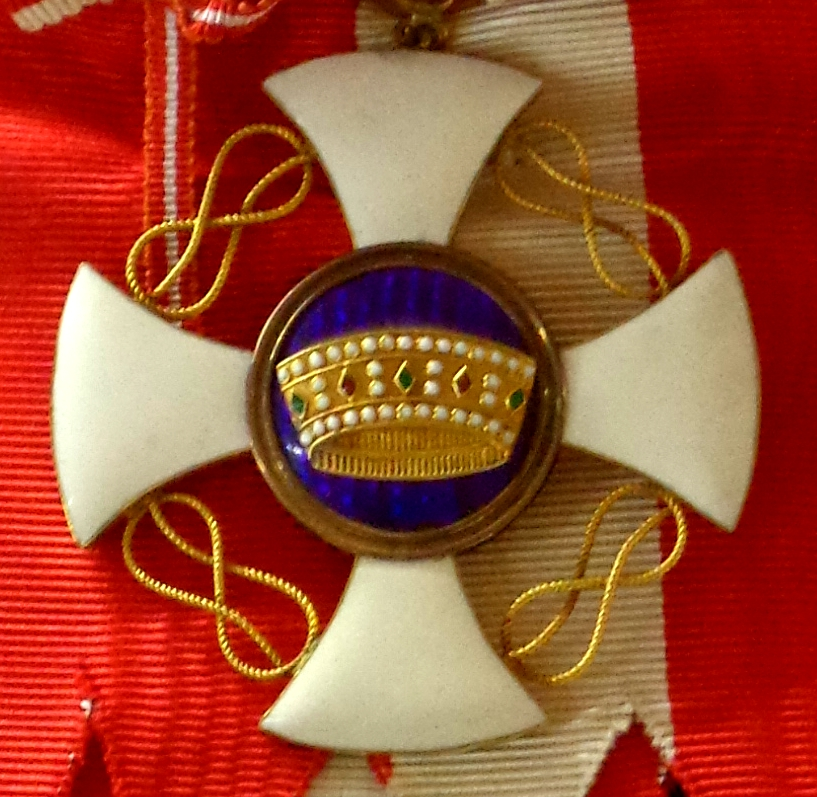
Grootkruis in de Orde van de Italiaanse Kroon

Luigi Gravina (Catania, 29 april 1830 – Giarre, 19 oktober 1910) was meerdere malen prefect in het koninkrijk Italië, onder meer prefect van de provincie Rome. 
Hij was parlementslid in Turijn en later in Rome, zowel in de Kamer van Afgevaardigden (1861-1876) als senator voor het leven (1876-1910). Gravina werd geadeld met de titel van markies (1884).

## Levensloop
Gravina groeide op in Catania, Sicilië, in het koninkrijk der Beide Siciliën. In zijn jonge jaren was hij een liberaal die deelnam aan de revolutie in 1849-1849 op Sicilië. Het Bourbonregime in de Beide Siciliën dwong hem in ballingschap te gaan. Zo reisde Gravina door Duitsland, Frankrijk en Engeland. Hij maakte gebruik om zich bij te scholen in agronomie.
In 1860 was hij terug in Sicilië in het kielzog van Garibaldi die de Beide Siciliën afschafte. Bij de start van het eengemaakte koninkrijk Italië ging Gravina in de politiek. Hij werd verkozen als provincieraadslid van Catania. In 1861 werd hij voor de eerste maal verkozen in het parlement: hij werd lid van de Kamer van Afgevaardigden, die aanvankelijk nog in Turijn vergaderde. Later na de eenmaking van Italië was dit in Rome. In de Kamer was hij een van de secretarissen. Vanaf 1876 was hij senator voor het leven. In de Senaat was hij questor.
Tijdens zijn parlementaire mandaten verkreeg Gravina meerdere aanstellingen tot prefect (1876-1890). Ondanks zijn links-liberale sympathieën in het parlement poogde hij als prefect telkens zo neutraal mogelijk te blijven. Gravina was achtereenvolgens prefect in de volgende provincies: Bologna (1876-1877), Napels (1877-1878), Rome (1878-1878), Milaan (1878-1880) en ten slotte andermaal in de provincie Rome (1880-1890). In Bologna was hij verantwoordelijk voor het transport van het stoffelijk overschot van Vincenzo Bellini naar Catania, voor de definitieve begraving aldaar. In Napels had Gravina te maken met een lege stadskas te wijten aan gigantische projecten van stadsverfraaiing; de financiële problemen van de stad waren van die aard dat Gravina de gemeenteraad moest ontbinden. In Milaan vond er een harde repressie plaats van linkse betogers; Gravina kreeg dit moeilijk uitgelegd en moest Milaan verlaten. In Rome maakte Gravina twee memorabele momenten mee. De eerste was in 1881 bij de definitieve begrafenis van paus Pius IX: katholieken en antiklerikalen raakten slaags niettegenstaande de begrafenis 's nachts plaatsvond om veiligheidsredenen. Het tweede incident betrof grootschalige betogingen van bouwvakkers die de openbare bouwwerken in Rome stil legden. Het leidde tot honger bij de arbeiders en nog meer sociale spanningen. 
In 1884 vereerde koning Umberto I hem met de adellijke titel van markies en met het grootkruis in de Orde van de Kroon. 
Als prefect, senator en markies leefde Gravina met zijn echtgenote Costanza Bougleux in een villa in Rome. De villa stond aan de Tiber in Lungotevere dei Vallati. Het was een plek van sociale evenementen en feestelijkheden. Niettemin hield hij zich bezig met het grootgrondbezit van zijn familie in Catania. Hij schonk aan de universiteit van Catania het eiland Lachea en zeven rotsen voor de kust van Aci Trezza. Daarnaast financierden Gravina en zijn echtgenote de oprichting van een kinderziekenhuis in Catania. 
Gravina verloor later de steun van het ministerie van Binnenlandse Zaken en verkoos in 1890 de pensionering.
Hij stierf in zijn villa in Giarre, nabij Catania, waar hij verzorgd werd (1910). Zijn vrouw was twee jaar eerder gestorven. Het echtpaar had geen kinderen.